# Трайсмауэр
Трайсмауэр (нем. Traismauer) — город  в Австрии, в федеральной земле Нижняя Австрия. Входит в состав округа Санкт-Пёльтен.  Население составляет 6224 человек (на 1 января 2018 года). Занимает площадь 43,14 км². Официальный код  —  31943. Город расположен на реке Трайзен, правом притоке Дуная, в 50 километрах к северо-западу от столицы Вены, на высоте 197 метров над уровнем моря.

## История
13 апреля Ставка Верховного Главнокомандования приказала правому крылу 3-го Украинского фронта выйти на реку Трайзен, овладеть городом Санкт-Пёльтен, прочно закрепиться на указанном рубеже и после этого вывести 9-ю гвардейскую армию в резерв фронта. 14 апреля 1945 года 331-й гвардейский полк 105-й гвардейской стрелковой дивизии 3-го Украинского фронта под командованием подполковника Ивана Васильевича Резуна форсировал реку Трайзен и занял город Херцогенбург. Пятеро разведчиков (группу возглавлял сержант Степан Алексеевич Ефремов) ночью форсировали реку и взяли в качестве «языка» двух солдат и младшего офицера из боевого охранения 740-го пехотного полка 710-й дивизии вермахта. Батальоны капитана Н. Д. Андреева и старшего лейтенанта Н. П. Воронина вброд переправились через реку и вышли к окраинам Херцогенбурга. Перед рассветом полк Резуна атаковал противника в городе. Засады на дорогах к Вёльблингу, Витцендорфу (Witzendorf) и Санкт-Пёльтену не давали отступить 740-му полку вермахта. По мосту были переправлены танки и артиллерия 331-го полка и сопротивление немцев было скоро подавлено. После захвата города 2-й батальон 331-го полка двинулся на запад и овладел господствующими высотами 355 и 373.  При этом у высоты 373 снайпер младший сержант Федор Васильевич Каргапольцев уничтожил восемь солдат вермахта, включая пулемётный расчёт, а затем высоту заняло стрелковое отделение сержанта Никифора Титовича Хлыпытько. На правом фланге дивизии 345-й полк под командованием полковника Котлярова в тот же день форсировал Трайзен у Трайсмауэра. При этом рядовой из 1-го батальона Александр Трофимович Пасталов вплавь переправился через реку, уничтожил две пулеметные точки и, ведя огонь из трофейного пулемета, обеспечил переправу роты. Удалось захватить мост. Взвод автоматчиков младшего лейтенанта Б. И. Феоктистова на трофейных бронетранспортерах атаковал опорный пункт в Варгаме (Wagram ob der Traisen) и захватил прибрежную дорогу. На левом фланге дивизии 349-й полк, переправившись через Трайзен, вышел с севера к городу Санкт-Пёльтен, где встретил сильное сопротивление. 104-я гвардейская стрелковая дивизия обходила город с юга. 351-й гвардейский полк 106-й дивизии из резерва командира 38-го гвардейского стрелкового корпуса наступал на Санкт-Пёльтен с юго-востока, 346-й стрелковый полк 104-й дивизии под командованием А. Д. Епанчина с северо-востока. При форсировании Трайзена 351-м полком 15 апреля отличился младший сержант Николай Ефимович Саранчев. Взять удалось Санкт-Пёльтен 15 апреля.
В полосу 104-й и 105-й дивизий вермахт стянул значительные силы: 710-я пехотная дивизия (переброшенная из Италии), гренадерский полк «Фюрер» из танковой дивизии СС «Великая Германия», части 12-й танковой дивизии СС «Гитлерюгенд», а также два морских отряда — рейнской военной флотилии и норденской морской школы, в каждом из которых по 500 человек. С 15 по 20 апреля 1945 года группировка вермахта при поддержке авиации контратаковала. 22 апреля полосу 105-й дивизии заняла 5-я гвардейская воздушно-десантная дивизия 4-й гвардейской армии. К 24 апреля 4-я гвардейская армия вышла на рубеж реки Трайзен и приняла участки 9-й гвардейской армии.

## Политическая ситуация
Бургомистр коммуны — Херберт Пфеффер (Herbert Pfeffer, СДПА) по результатам выборов 2015 года.
Совет представителей коммуны (нем. Gemeinderat) состоит из 29 мест. По результатам выборов 2015 года:
- СДПА занимает 17 мест.
- АНП занимает 8 мест.
- MIT занимают 2 места.
- АПС занимает 1 место.
- Зелёные занимают 1 место.